# Нано Попгутов
Нано Попгутов (изписване до 1945 година: Нано попъ Гутовъ) е български общественик, водач на прогръцкото движение в Кукуш.

## Биография
Попгутов е от големия български южномакедонски град Кукуш, тогава в Османската империя, днес Килкис в Гърция. Чорбаджия, който по времето на църковнонационалните борби в Кукуш е противник на движението против гръцкото духовенство и за богослужение на български език, възглавявано от Нако Станишев. Кузман Шапкарев го характеризира като един от водачите на „гръковладичка котерийка“, „противонародната владичка партийка, предвождана кога от един, а кога от друг кукушки първенец – владички подлизурка-изедник“.
В 1857 година, когато в града пристигат Димитър Миладинов и Райко Жинзифов, които дават тласък на борбата на Кукушката българска община с Мелетий Поленински, Нано Попгутов заедно с Костадин Дупков са начело гъркоманите и организират подписването на махзар до Солунската митрополия в защита на Мелетий.
На 8 юни 1858 година Нано Попгутов обаче заедно с други първенци от Кукушко (Кукуш, Дойран, Карадаг) подписва писмо до руския цар с молба да разреши на Костадин Дупков, архимандрит Климент и Георги Тенов Златаров да отидат в Русия и да събират помощи за създаване в града на българска гимназия, по идея на Димитър Миладинов. В молбата се казва: „Дрипи на вековете преминаха, като не само развълнуваха предисторическия пеласго-българомакедонски и исторически славянски род, но по известни причини удавиха и майчиния език... Искаме да открием централна гимназия за нравственото възраждане на трите кази.“
През май 1862 година отново се проявява като подписал се против Партений Зографски, българския митрополит (един от „подкупените 2-ма народопредатели“, „2-мата гръцки пачаври“); обвиненията срещу Партений обаче са отхвърлени от анкетна комисия като чиста клевета.